# Списак министара просвете Црне Горе
Следи списак министара просвјете Црне Горе, укључујући министре просвјете Књажевине, Краљевине и Републике Црне Горе.

## Историјат
Послови из домена просвете: оснивање школа, рад и програми су дуго, чак до 1860. године били у надлежности Сената. Са увећавањем броја школа било је неопходно формирати самосталан орган који ће се подробно бавити овим питањима.
- 1860. године основано је Начелство Народне просвјете, с циљем да брине о отварању школа. За кључног човека овог начелства постављен је Тодор Илић, учитељ из Трста.
- 1862. године - Школски надзорник у лику архимандрита Нићифора Дучића.
- 1868. године - Одјељење народне просвјете, под руководством владине Илариона.
- 1869. године - Главни школски надзорник, као просвјетно-стручно управно звање, повјерено је Милану Костићу.
- 1874. године реорганизацијом рада Сената послови просвјете у надлежности су Књажеве канцеларије. 1875. године у оквиру ове канцеларије основане су посебне управе. Просвјета је припала - Управи за спољње послове и просвјету, и у оквиру ње је Главни школски надзорник, као највећа и једнина власт за учитеље.
- 1879. године расформиран је Сенат и и успостављен Државни савјет који је имао Министарство са пет одељења. Просвјета је припала ресору финансија.
- 1882. године формирано је Министарство просвјете и црквених послова, на челу са митрополитом Висарионом Љубишом.
- 1905. године укинуто је Главно школско надзорништво и основана су обласна школска надзорништва: Источно школско надзорништво, Западно школско надзорништво и Сјеверно школско надзорништво.
- 1913. године основано је Школско надзорништво новоословођених крајева.[1][2]

## Министри просвјете и црквених послова Црне Горе Петровића Његоша

### Књажевина Црна Гора
|  | Висарион Љубиша, митрополит 1882. - 1884. године                                        |
|  | Митрофан Бан, митрополит 1884. – 1885. година                                           |
|  | Јован Павловић био је заступник министра од 1885. до 1887. и министар од 1887. до 1894. |
|  | Симо Поповић, министар од 1896. до 1903.                                                |
|  | Гавро Вуковић, министар од 1903. до 1905.                                               |
|  | Мило Дожић, заступник министра 1905/1906.                                               |
|  | Милосав Раичевић, заступник министра 1906/1907                                          |
|  | Гаврило – Гавро Церовић, заступник министра 1907.                                       |
|  | Јован С. Пламенац, министар 1907/1908.                                                  |
|  | Секула Дрљевић, заступник министра од 1909. до 1910.                                    |

### Краљевина Црна Гора
|  | Петар – Перо Вучковић, министар 1911/1912.                                       |
|  | Мило Дожић, заступник министра 1911/1912.                                        |
|  | Јован С. Пламенац, министар 1912/1913.                                           |
|  | Мирко Мијушковић, министар 1913. до 1914.                                        |
|  | Гаврило – Гавро Церовић, министар просвјете и црквених послова од 1913. до 1915. |

- Јанко Спасојевић, заступник министра у емиграцији (1916 – 1917).

|  | Петар – Перо Вучковић, министар у емигрантској влади Јована С. Пламенца (1916 – 1917). |

- Вељко Милићевић, заступник министра у емиграцији 1917. године.

|  | Перо Шоћ, министар у Влади у емиграцији (1917–1919)                         |
|  | Перо Шоћ, као заступник од 1919. до смрти краља Николе, 1. 3. 1921. године. |

## Министри просвјете Републике Црне Горе
- Радован Лалић – члан Извршног одбора ЗАВНО Црне Горе и Боке, што је била црногорска ратна Влада, ђе је имао дужност руководиоца Просвјетног одсјека

|  | Пуниша Перовић – Када је 1945. ЦАСНО прерастао у Црногорску народну скупштину изабран је за министра просвјете у Влади НР ЦГ, ђе је остао кратко вријеме јер је постављен на дужност директора Више партијске школе ЦК КПЈ. |

- Нико Павић 1945. – 1948. године
- Радомир Коматина 1948. – 1949. године
- Живко Жижић 1949. – 1950. године
- Вуко Радовић 1950/1951. године
- Мило Јовићевић 1951. – 1956. године
- Војин Јауковић 1959. – 1960. године

|  | Будислав Шошкић 1960. – 1963. године |

- Владимир–Туśа Поповић 1963. – 1965. године
- Петар И. Ракочевић 1965.-1969. године
- Владимир–Туśа Поповић 1969.-1974. године
- Божина Ивановић 1974.-1982. године
- Ратко Ђукановић 1982.-1986. године

|  | Миодраг Лекић 1986.-1989. године и 1989.-1991. године |

- Лука Вујошевић 1990.-1991. године
- Предраг-Мишо Обрадовић 1991.-1996. године
- Драган Кујовић 1996.-2001. године
- Предраг Ивановић 2001.-2003. године
- Слободан Бацковић 2003.-2008. године
- Сретен Шкулетић 2008.-2010. године
- Славољуб–Миго Стијеповић 2010.-2014. године
- Предраг Бошковић од 2015. године
- Весна Братић  од 2020. године